# Trương Tử Ninh
Trương Tử Ninh (giản thể: 张紫宁, phồn thể: 張紫寧, bính âm: Zhāng Zǐ Níng, sinh ngày 9 tháng 3 năm 1996) là một nữ ca sĩ người Trung Quốc, tốt nghiệp Đại học Truyền thông Trung Quốc, trực thuộc công ty giải trí Mavericks Entertainment. Cô là thành viên cũ của nhóm nhạc nữ Mera. Năm 2018, cô tham gia chương trình truyền hình thực tế sống còn Sáng Tạo 101 của kênh Tencent Video và giành được hạng 7 trong đêm chung kết, ra mắt cùng Hỏa Tiễn Thiếu Nữ 101.

## Tiểu sử
Trương Tử Ninh là con gái một, mẹ cô làm bác sĩ, ba cô công tác ở đài truyền hình. Cô từ nhỏ đã học thanh nhạc, vượt qua bài kiểm tra nghệ thuật và được nhận vào trường Đại học Truyền thông Trung Quốc. Trong thời gian học đại học, cô đã đại diện cho chuyên ngành của mình sang Hồng Kông tham dự thi đấu và giành được huy chương vàng, cô cũng tham gia các cuộc thi ca hát khác nhau trong trường và trở thành giám khảo.

## Sự nghiệp

### Năm 2017: Ra mắt cùng Mera
Ngày 3 tháng 8 năm 2017, phát hành mini album đầu tiên với ca khúc chủ đề "Hello Dream" cùng Mera. Ngày 16, tổ chức hợp báo ra mắt tại Bắc Kinh và chính phát hành mini album đầu tiên "Born". Ngày 19, cả nhóm xuất hiện trong chương trình Bảng xếp hạng âm nhạc Trung Quốc toàn cầu của CCTV. Tháng 10, được mời tham dự tuần lễ thời trang Paris xuân hè 2018. Ngày 23 tháng 11, cùng với cả nhóm phát hành bài hát đơn thứ tư "Ở bên tôi". Ngày 29, cùng Mera tham dự lễ trao giải liên hoan âm nhạc châu Á và giành được giải thưởng nhóm nhạc mới của năm. Ngày 22 tháng 12, cùng Mera phát hành đĩa đơn thứ năm "Winter Days".

### Năm 2018: Ra mắt và hoạt động cùng Rocket Girls
Ngày 21 tháng 4 năm 2018, tham gia chương trình Sáng tạo doanh 101 của Đằng Tấn và phát hành bài hát chủ đề cùng tên Sáng tạo 101 với chương trình. Ngày 23 tháng 6, Sáng tạo doanh 101 kết thúc và ra mắt ở vị trí thứ 7, thành công tham gia nhóm nhạc Hỏa tiễn Thiếu nữ 101 và phát hành bài hét "Rocket Girls" trong đêm thành đoàn của nhóm. Ngày 24 tháng 6, nhóm được mời xuất hiện trên chương trình Bài hát tốt nghiệp của đài truyền hình vệ tình Hồ Nam. Ngày 6 tháng 7, được mời xuất hiện trong chương trình Running Carnival của đài truyền hình vệ tinh Chiết Giang. Ngày 26 tháng 7, phát hành bài hát "Calorie" cho bộ phim Hello Mr. Billionaire. Ngày 18, phát hành mini album đầu tiên của Hỏa tiễn Thiếu nữ 101 "Collide". Ngày 19, nhóm đã giành được giải thưởng nhóm nhạc được yêu thích nhất tại Bảng xếp hạng bài hát mới nhất châu Á 2018, ngày 29 nhóm đã giành chiến thắng giải thưởng Nhóm nhạc được yêu thích nhất của Liên hoan âm nhạc Trung Quốc thường niên. Ngày 27 tháng 9, được mời tham dự tuần lễ thời trang xuân hè 2019. Ngày 10 và ngày 11 tháng 11, tham gia Super Nova Game mùa đầu tiên của Tencent Video. Ngày 31 tháng 12, tham gia buổi hòa nhạc đêm giao thừa của truyền hình vệ tinh Hồ Nam. 
Ngày 8 tháng 2 năm 2020, ca khúc chủ đề "Vân Biên" của bộ phim Lưỡng Thế Hoan chính thức ra mắt. Cùng tháng, cô thể hiện bài hát "Chưa yêu mà biệt" nhạc phim của Thiếu chủ đi chậm thôi. Tháng 3, cô tham gia chương trình Tung hoành ngang dọc tuổi 20 mùa 2 cùng Hỏa tiễn Thiếu nữ 101. Ngày 25 tháng 5, cùng với Hỏa tiễn Thiếu nữ 101 phát hành album chủ đề chia tay "Xin chào · Tạm biệt". Ngày 23 tháng 6, concert chia tay Xin chào · Tạm biệt của Hỏa tiễn Thiếu nữ 101 được tổ chức, nhóm nhạc dự án cũng chính thức tan rã. Ngày 9 tháng 7, bài hát "Không phục" của bộ phim Xuyên qua hỏa tuyến chính thức ra mắt. Ngày 25 tháng 7 năm 2020, tại bảng xếp hạng âm nhạc toàn cầu, cô đã biểu diễn hai ca khúc "Tôi nghĩ tôi khác biệt" và "Cô đơn bắc bán cầu". Ngày 22 tháng 12 năm 2020, đĩa đơn "Tin tưởng tuyệt đối" của cô chính thức được phát hành.

### Năm 2021: Hoạt động solo
Ngày 17 tháng 1 năm 2021, cô thể hiện ca khúc "Trong Lòng" của bộ phim truyền hình tình cảm Kỳ nghỉ ấm áp. Ngày 25 tháng 1, cô tiếp tục thể hiện ca khúc nhạc phim "Phía đối lập" của bộ phim truyền hình cổ trang Linh Lung. Ngày 31 tháng 1, đĩa đơn "Blue Eyes" của cô chính thức được phát hành. Ngày 4 tháng 2, cô hát ca khúc chủ đề tựa game Hiên Viên Kiếm Long Vũ Vân Sơn – "Hí Xuân Lệnh". Ngày 6 tháng 2, cô thể hiện ca khúc kết phim "Tình yêu là ba điểm ngọt ngào" của bộ phim Làm trái tim em mỉm cười. Ngày 26 tháng 2, cô tham gia Nhạc hội Nguyên Tiêu 2021 của kênh Hồ Nam TV, cô cùng Lý Tuyết Cầm và Nãi Vạn biểu diễn ca khúc "Ngủ thải nguyên tiêu".

## Danh sách phim

### Phim truyền hình
| Năm            | Tựa đề                      | Tựa đề gốc   | Vai     | Ghi chú   |
| Chưa Phát Sóng | Cậu nhìn thấy âm thanh      | 看见声音的你 | Lạc Y Y | Vai phụ   |
| Chưa Phát Sóng | Sát vách có một Hoa Đào Yêu |              |         | Vai chính |

## Danh sách đĩa nhạc

### Đĩa đơn
| Năm       | Tên                           | Thứ hạng cao nhất | Thứ hạng cao nhất | Album                                                |
| Năm       | Tên                           | CHN               | TWN               | Album                                                |
| Hát chính |                               |                   |                   |                                                      |
| 2021      | Blue Eyes                     | –                 | –                 | Blue Eyes                                            |
| 2021      | Hí Xuân Lệnh                  | –                 | –                 | Bài hát chủ đề game "Hiên Viên Kiếm Long Vũ Vân Sơn" |
| Nhạc phim |                               |                   |                   |                                                      |
| 2021      | Trong lòng                    | –                 | –                 | Kỳ nghỉ ấm áp OST                                    |
| 2021      | Phía đối lập                  | –                 | –                 | Linh Lung OST                                        |
| 2021      | Tình yêu là ba điểm ngọt ngào | –                 | –                 | Làm trái tim em mỉm cười OST                         |
| 2022      | Be with me                    |                   |                   | Bạn Trai Phản Diện Của Tôi OST                       |

### Album
| Tên  | Chi tiết | Danh sách bài hát | Thứ hạng cao nhất | Doanh số |
| Tên  | Chi tiết | Danh sách bài hát | CHN               | Doanh số |
| MORE | - Phát hành: Ngày 25 tháng 9 năm 2020 - Hãng đĩa: Mavericks Entertainment - Định dạng: Tải nhạc số, Trực tuyến - Ngôn ngữ: Tiếng Trung Quốc | Danh sách 1. Tôi nghĩ chúng ta không giống nhau 2. Kỷ niệm vui vẻ 3. Vòng xoay tình yêu 4. Song song lại giao nhau 5. The Lovely Bones 6. Tình ca của người 7. Tin tưởng tuyệt đối 8. Điều quan trọng nhất 9. Chúng ta có lẽ thế này thôi 10. Thật ra cũng tốt 11. Blue Eyes 12. Ngọn hải đăng Portland | –                 | N/A      |

## Hoạt động xã hội
Ngày 20 tháng 10 năm 2017, được mời làm đại sứ quảng bá hình ảnh cho Lễ hội Âm nhạc Đại học Trung Quốc cùng với Mera.
Ngày 11 tháng 9 năm 2018, cùng với các thành viên Hỏa tiễn Thiếu nữ 101 làm đại sứ từ thiện cho mùa thứ 6 của Thiết kế ngôi sao từ thiện.
Ngày 2 tháng 3 năm 2019, nhóm Hỏa tiễn Thiếu nữ 101 được mời tham dự sự kiện đêm Tunis do Đại sứ quán Tunisia tại Trung tổ chức và được trao giải đóng góp xuất sắc nhất.
Ngày 10 tháng 3 năm 2019, tham sự hội thảo chia sẻ Tung hoành ngang dọc tuổi 20 do khoa Báo chí và Truyền thông của Đại học Thanh Hoa và Tencent Video đồng tài trợ.
Ngày 8 tháng 5 năm 2019, tham gia viết lời bài hát từ thiện "Love Sunshine" và thu âm phát hành.